# Схувер, Хуан Мария
Хуа́н Мари́я Сху́вер (Шу́вер) (нидерл. Juan Maria Schuver, при рождении Joannes Maria Schuver; 26 февраля 1852 — август 1883) — голландский исследователь Африки. Родом из Амстердама.
Сын богатого купца; в юности много путешествовал по Европе, Среднему Востоку и Северной Африке. В 21 год он работал частным корреспондентом голландской газеты Algemeen Handelsblad, освещающим события Третьей Карлистской войны в Испании. Впоследствии он отправился на Балканы и сообщал газете события Русско-Турецкой войны (1877—1878). В 1879 году его отец умер, и Схувер унаследовал состояние. В это время он планировал осуществление мечты всей жизни, научной экспедиции во внутренние районы Африки. Он присоединился к Королевскому географическому обществу в Лондоне и посещал занятия по различным предметам, чтобы подготовиться к предстоящей поездке.
В марте 1881 года он достиг Хартума с небольшим отрядом и впоследствии провел большую часть следующих двух лет, выполняя исследования юго-восточного Судана, в частности восточного водораздела Белого Нила и горных районов, окружающих верховья Голубого Нила. В южном Судане он проявлял живой интерес к политическим и социальным аспектам этого района и сделал важные исторические и этнографические наблюдения в отношении различных племен, с которыми он сталкивался. В августе 1883 года он был смертельно ранен копьем во время стычки с племенем Динка в Тек, деревне, которая была на расстоянии двухдневного путешествия из гарнизона в Мешра-эр-Реке.
Схувер вёл обширные записи во время экспедиции, и предметы, которые он собирал во время своего пребывания в Судане, теперь размещены в Национальном музее этнологии в Лейдене.